# 波戈熱拉

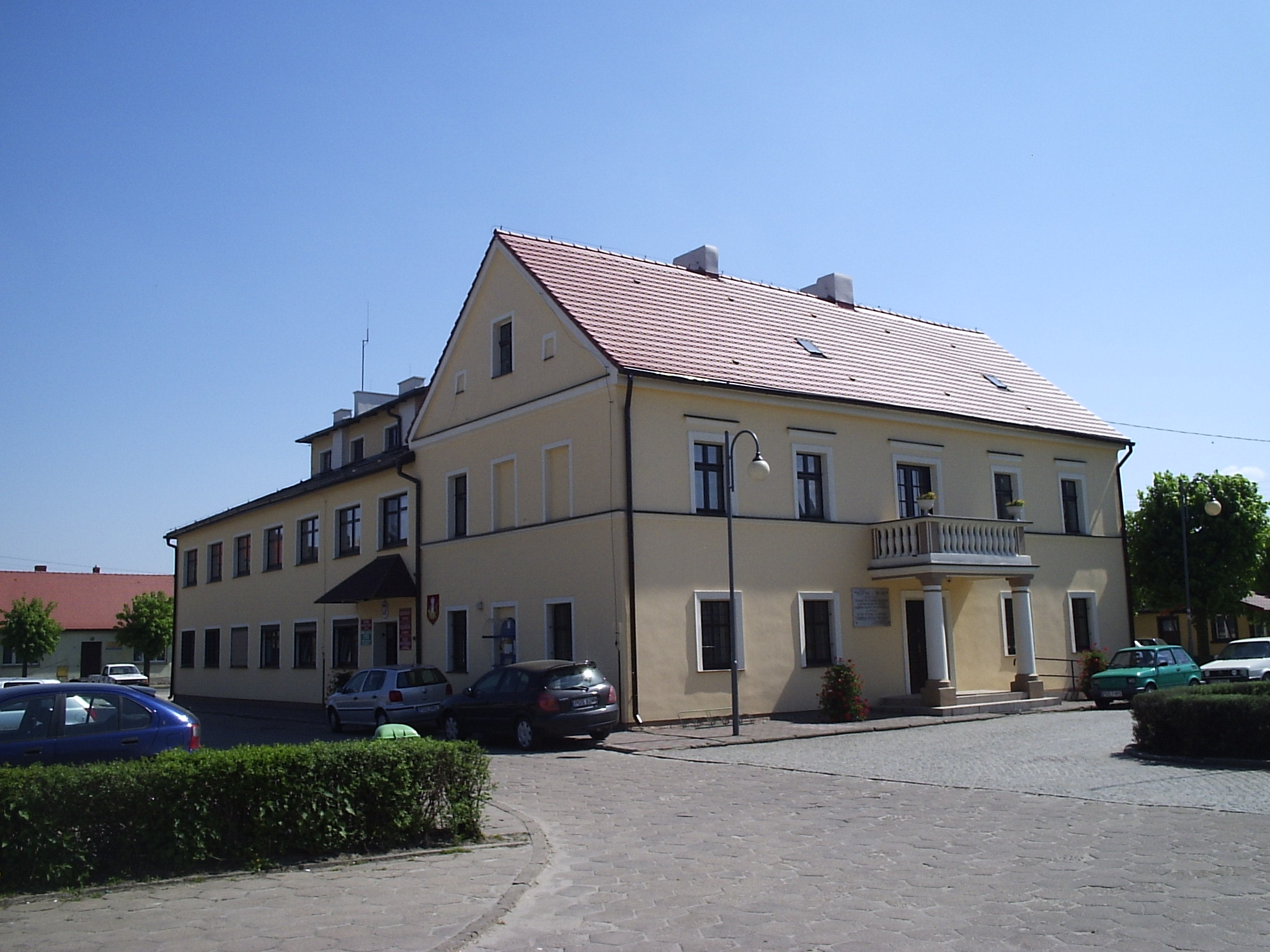

波戈熱拉是波蘭的城鎮，位於該國西部，距離戈斯滕約14公里，由大波蘭省負責管轄，面積4.34平方公里，2006年人口1,974。第二次世界大戰期間，納粹德國在1939年9月至1945年佔領該鎮。
51°49′15″N 17°14′05″E / 51.82083°N 17.23472°E